# Diablo II: Lord of Destruction
Diablo II: lord of destruction, (sovint abreujat com a LoD) és una expansió del videojoc Diablo II. És una expansió oficial, dissenyada per la companyia Blizzard north.
Lord of destruction és una expansió molt completa, que a més d'afegir nous tipus de personatges i noves localitzacions, modifica la jugabilitat del joc, en mode un jugador i especialment en mode multijugador. Aquestes característiques el convertiren en una de les expansions de jocs més reeixides, i fan que molts jugadors de Diablo II la considerin imprescindible.
En aquesta expansió s'hi ha afegit un cinquè acte a la història on un diable, dels anomenats majors, Baal, és l'objectiu a derrotar després que Diablo morís a Diablo II.